# Diamond Mine (álbum)
Diamond Mine (en español: Mina de diamante) es un álbum de estudio colaborativo entre el cantautor escocés King Creosote y el productor inglés Jon Hopkins. Fue publicado el 28 de marzo de 2011 a través del sello independiente Domino. El material contiene letras inspiradas en East Neuk de Fife de Creosote con algunas grabaciones de campo realizadas por Hopkins.
El inesperado éxito crítico del álbum los llevó a ser nominados al Premio Mercury de ese año, además de lograr ventas de 25 000 copias dentro del Reino Unido. En abril de 2012, fue publicado una edición especial, la cual incluye canciones de sus EP Honest Words y The Jubilee.

## Concepto
Ambos se conocieron en 2004, durante un concierto de Creosote en el ICA de Londres, formando una relación laboral durante la producción de su álbum Bombshell (2007). La experiencia de grabar con Warner fue negativa para Creosote, siendo un catalizador al momento de abordar nuevas canciones, ahora siendo apoyados por el sello indie Domino Records.
Sobre las canciones, afirman que fue un proceso disperso de siete años, con algunas canciones siendo descartadas de otros proyectos y álbumes. Aun así, comentan que las sesiones vocales para el álbum fueron realizadas en mayo de 2009, notando que lograron todo en una o dos tomas. Creosote describe el resultado: “[Suena como] la banda sonora a una versión romantizada de una vida vivida en un pueblo costero escocés”. Por su parte, Hopkins destaca el uso de música concreta como base de esa «versión idílica de la vida», comparándolo con la presentación de París en la película Amélie.
Una de las canciones, «Bats in the Attic», apareció originalmente en el álbum de performance de King Creosote, My Nth Bit of Strange in Umpteen Years (2010), con Hopkins notando que se pueden escuchar elementos de la versión original, como el sonido de guitarra reproducido. Debido a la naturaleza del proyecto, tomaron una decisión de evitar sonidos electrónicos o digitales en lo mayor posible, optando por usar y manipular sonidos reales. Sobre «Bubble», aclara que la percusión fue la más cercana a un beat electrónico, donde algunos de los sonidos grabados en su Cubase VST eran de trozos de papel frotados en su mano.

## Lista de canciones
Todas las canciones escritas y compuestas por Jon Hopkins y Kenny Anderson. 
| N.º   | Título                     | Duración |  |
| 1.    | «First Watch»              | 2:37     |  |
| 2.    | «John Taylor's Month Away» | 6:32     |  |
| 3.    | «Bats in the Attic»        | 3:43     |  |
| 4.    | «Running on Fumes»         | 6:36     |  |
| 5.    | «Bubble»                   | 5:35     |  |
| 6.    | «Your Own Spell»           | 3:51     |  |
| 7.    | «Your Young Voice»         | 3:17     |  |
| 32:11 |                            |          |  |

| Jubilee Edition |                                  |          |  |
| N.º             | Título                           | Duración |  |
| 8.              | «Honest Words»                   | 3:07     |  |
| 9.              | «Aurora Boring Alias»            | 4:01     |  |
| 10.             | «Bats in the Attic (Unravelled)» | 3:25     |  |
| 11.             | «Missionary»                     | 2:57     |  |
| 12.             | «Third Swan»                     | 3:25     |  |
| 13.             | «Starboard Home»                 | 5:54     |  |
| 55:08           |                                  |          |  |

## Créditos y personal
Adaptados desde AllMusic.
- Jon Hopkins – Artista principal, composición, grabación de campo, ingeniería, armonio, percusión, piano, producción.
- Kenny Anderson (King Creosote) – Artista principal, composición, guitarra acústica, sampling, voces.
- Cherif Hashizume – Ingeniería.
- Emma Smith – Violín.
- Guy Davie – Masterización.
- Leo Abrahams – Banjo.
- Lisa Lindley-Jones (Lisa Elle) – Voces de fondo.
- Mark Sutherland – Batería, ingeniero asociado.
- Phil Wilkinson – Batería.
- Matthew Cooper – Arte.

## Posicionamiento en listas
| Listas (2011)                     | Mejor posición |
| --------------------------------- | -------------- |
| Escocia (Scottish Albums)         | 37             |
| Países Bajos (Alternative Top 30) | 27             |
| Reino Unido (UK Albums)           | 82             |
| Reino Unido (Independent Albums)  | 12             |

## Premios y nominaciones
| Año  | Premios        | Categoría                        | Resultado |
| ---- | -------------- | -------------------------------- | --------- |
| 2011 | Premio Mercury | Mejor álbum británico e irlandés | Nominado  |